# John Gordon
John Gordon (nom allemand : Johann Gordon), mort vers 1649, est un officier d'origine écossaise ayant servi dans l'armée impériale de Ferdinand II et l'un des conjurés de l'assassinat d'Albrecht von Wallenstein à Egra.

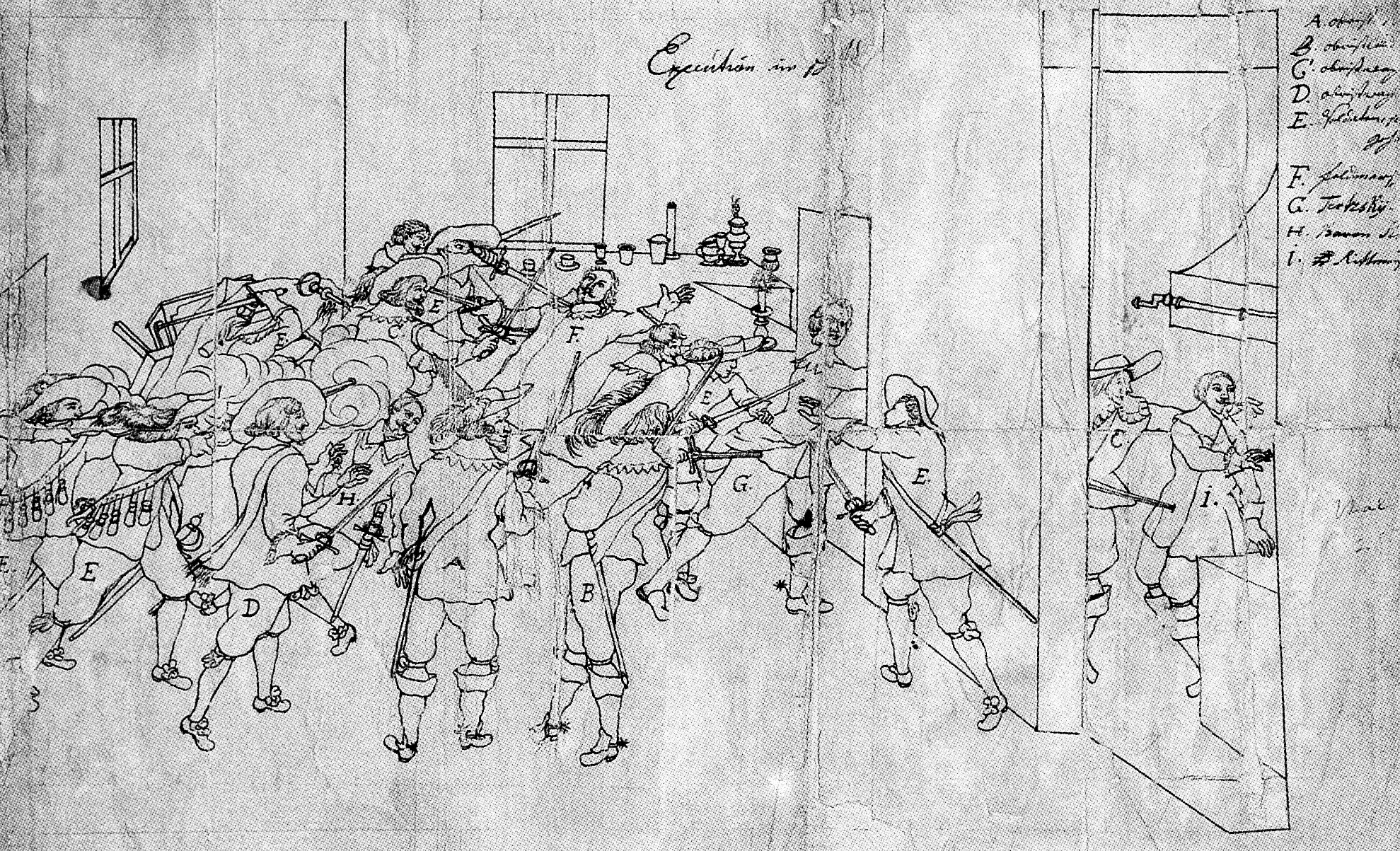
Assassination des officiers de Wallenstein. Dessin anonyme, XVIIe siècle.

Issu du Clan Gordon et calviniste comme bien d'autres officiers au service de l'empereur catholique, il sert dans l'armée impériale où Wallenstein le nomme colonel. Sous ce grade, il participe aux campagnes de l'armée dans le nord de l'empire pendant la guerre de Trente Ans et postule au grade d'Oberstleutnant (lieutenant-colonel) en 1632. Nommé par Wallenstein commandant de la ville d'Egra, il feint d'être un de ses soutiens après sa chute, jusqu'à ce qu'il participe à son assassinat avec Walter Butler (en) et Walter Leslie (en). Au soir du 25 février 1634, il a invité les principaux compagnons du géneralissime, dont Adam Erdmann Trčka von Lípa, à un banquet de fête au château d'Egra où ses hôtes sont attaqués et assassinés. Le même soir, Wallenstein est tué au siège du commandant sur la place du marché. Gordon est rémunéré pour cela à hauteur de 120 000 florins.
Son destin ultérieur reste inconnu.